# Roland Le Vayer de Boutigny
Pour les articles homonymes, voir Vayer et Boutigny.
Roland Le Vayer, sieur de Boutigny (né au Mans en novembre 1627 et mort à Soissons le 5 décembre 1685), est un homme de lettres et juriste français actif dans la seconde moitié du XVIIe siècle.

## Biographie

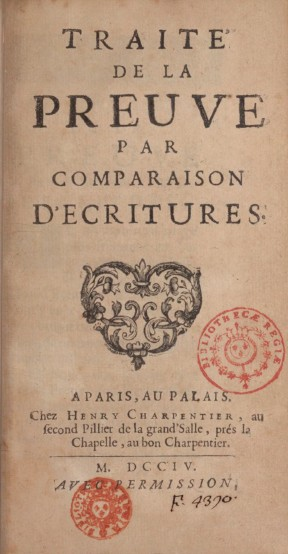
Page de titre du Traité de la preuve par comparaison d'écritures, par Roland Le Vayer de Boutigny (Paris : 1704). (Paris BNF).

Issu d'une famille de robins manceaux, neveu du philosophe François de La Mothe Le Vayer, dont il procura une édition des Œuvres complètes en 1675, et ami de son fils François, avec lequel il fréquenta, vers la fin des années 1640, le groupe des jeunes libertins amis de Cyrano de Bergerac.
Il est avocat au Parlement de Paris à partir de 1645, se fait connaître comme juriste en participant, en 1663-1664, à la défense de Nicolas Fouquet, devient en fin maître des requêtes à partir de 1671. Entre 1682 et 1685 il est intendant de la généralité de Soissons.

## Œuvres dramatiques et romanesques
- Le Grand Selim, ou le couronnement tragique, tragédie. Paris  Nicolas de Sercy, 1645. in-4°, 111 p. Consultable sur Gallica et sur Google Books.
- Mitridate. Paris  Toussaint Quinet, 1648-1651, 4 vol. 8°.
- Tarsis et Zélie. Paris  Thomas Jolly ou Guillaume de Luyne, 1665-1666. 4 vol. 8°, consultables sur Gallica.

## Œuvres de droit

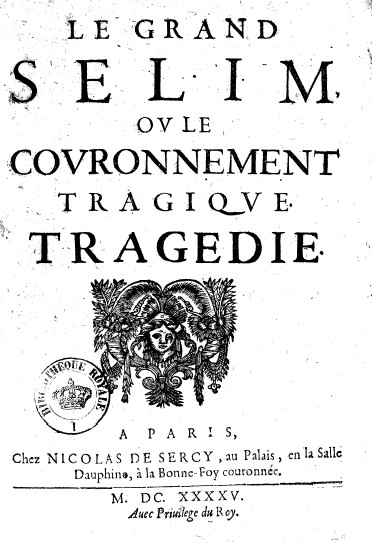
Page de titre de Le Grand Selim, ou le couronnement tragique. (Paris, 1645), in-4°. (Paris BNF).

- Traité de la preuve par comparaison d'écritures. S.l.n.d., 4°, 50 p. (Paris BNF : F-21443), consultable sur Gallica.
- Traité de la preuve par comparaison d'écritures. Paris : 1666, 2°, 54 p. (Paris BNF : F-1981).
- Traité de la preuve par comparaison d'écritures. Paris : H. Charpentier, 1704. 12°, 152 p. (Paris BNF), consultable sur Gallica.
- Une copie de ce traité figurait dans la collection Taupier (no 147) ; c'est probablement celle qui est maintenant à Chicago NL : Wing MS ZW 39 .501
- Extraict du traitté fait par M. Le Vayer sur la preuve par comparaison d'écritures, dans l'affaire de Maillard, où il est prouvé... que le rapport des experts ne peut faire la moindre preuve en matière criminelle... s.l.n.d. 4°, 3 p. (Paris BNF).
- Reflexion sur l'édit touchant la reformation des monasteres. S. l. : 1667. 12°. (Paris BNF).
- De l'autorité du Roy, touchant l'aage nécessaire à la profession solennelle des religieux. Paris : Jacques Cottin, 1669. Numérisé sur Gallica.
- Observations sur un manuscrit intitulé : « Traité du péculat ». s.l.n.d. 4°, 122 p. Paris BNF : F-14283.
- Traité de la peine du péculat, selon les loix et usages de France. s.l.n.d. 4°, 78 p. Numérisé sur Gallica.
- Dissertations sur l'autorité légitime des rois, en matière de regale. Par M.L.V.M.D.R. Cologne : Pierre Marteau, M.DC.LXXXII. 12°, [12]-333 p.

La plupart des textes ci-dessus sont repris dans des éditions ou des recueils ultérieurs jusqu'au milieu du XVIIIe siècle (voir le catalogue de la BNF).